# Clam (Einheit)
Clam war eine Masseneinheit im Königreich Siam und auch die Bezeichnung einer siamesischen Scheidemünze.
- 1 Clam = Gewicht von 12 Reiskörner
- 1 Clam = ½ Paye/Payn[1]
- 64 Clams = 1 Tael[2]